# インスリン デグルデク
インスリン デグルデク（Insulin degludec）は、超長時間作用型の基礎インスリンアナログ製剤である。1日1回皮下注射により投与され、糖尿病患者の血糖値管理に供される。作用時間は最大42時間（インスリン グラルギン、インスリン デテミルなど他の長時間作用型インスリンの作用時間は18-26時間）で、速効型および短時間作用型のボーラスインスリンとは対照的に、1日1回投与型の基礎インスリン製剤である。
日本では2012年9月に承認された。
世界保健機関（WHO）の必須医薬品リストに掲載されている。

## 効能・効果
インスリン療法が適応となる糖尿病

## 禁忌
以下の患者には禁忌である。
- 低血糖症状を呈している患者
- 製剤成分に対し過敏症の既往歴のある患者

## 副作用
重大な副作用として、低血糖とアナフィラキシーショックが知られている。
2012年7月に発表された臨床試験のメタアナリシスでは低血糖（血糖値56mg/dL未満と定義）が患者1年当たり39-47.9件あり、濃度の高い製剤ほど高い割合で発生した事が示されている。また、夜間低血糖の発生率は3.7-5.1件/年であった。

## 薬物動態
超長時間作用型インスリンであり、インスリン グラルギンと異なり生理的pHで活性を示す。ヒトインスリンのB鎖30位のトレオニンを削除しB29位のリシンにγ-L-グルタミン酸スペーサーを介してヘキサデカン二酸を付加したもので、皮下組織でマルチヘキサマーを形成する。これにより皮下デポ（持続性注射）が可能となり、全身循環へのインスリンの徐放が実現される。
製剤中ではフェノールにより弛緩(relaxed)形態の六量体（R6）であるが、投与後にフェノールが解離しデグルデクの一部が緊張(tense)形態に変化してヘテロ六量体（T3R3）となり、更にそれが数百以上連なってマルチヘキサマーを形成する。その後マルチヘキサマーから徐々に亜鉛イオンが外れて少しずつ六量体が遊離し、二量体を経て単量体となり血中に入る。

作用発現時間は30-90分である（グラルギン、デテミルと同様）。全身循環への放出が遅いため活性のピークはない。作用持続時間は24時間以上と報告されている。
作用時間が長いため、毎日同じ時間帯に注射すると次の注射の作用時間と重なり、インスリンの作用が強くなる可能性がある。睡眠中に重なった場合は血糖値が下がる危険性があるため、食事など血糖値を確認する時間に重なるよう朝注射することが重要である。

## 有用性
グラルギンU100投与患者に比べ、より少量の基礎インスリン投与で同等の血糖値を得られたという研究結果が報告されている。また、他のインスリン製剤との混合により血糖管理を改善する事が可能である。これは、グラルギンやデテミルでは不可能である 。

## 臨床試験

### 1型糖尿病
BEGIN Basal-Bolus Type 1試験において、インスリン グラルギンの代替として基礎-追加インスリン療法に組み入れる事が検討された。1型糖尿病患者629例を、食事時のインスリン アスパルトに加え、デグルデク投与群（n=472）グラルギン投与群（n=157）に無作為に割り付けた。デグルデク投与群では、1日複数回の基礎インスリン投与を受けている患者の基礎インスリンを1:1の割合でデグルデクに切り替え20-30%減量した。52週後のHbA1c低下率は、デグルデク投与群で0.40%、グラルギン投与群で0.39%で、これは非劣性の基準を満たす。有害事象は両群で同等であったが、夜間低血糖（午前0時から午前6時）の発生率はデグルデク投与群で27%低かった（3.91対5.22%、p=0.024）。低血糖はインスリン治療においてしばしば用量制限毒性となるため、この発生率低下は利点であると考えられた。

### 2型糖尿病
BEGIN Basal-Bolus Type 2試験において、2型糖尿病患者を対象にインスリン グラルギンの代替療法として検討された。995名の患者が、食事時のアスパルト、メトホルミン、ピオグリタゾンのいずれかに加え、デグルデク（755名）またはグラルギン（251名）を投与する群に無作為に割り付けられた。患者の平均HbA1cは8.3-8.4%であり、49-50%が基礎-追加インスリンと経口糖尿病治療薬で構成されるレジメンを使用していた。52週後、デグルデクはグラルギンに劣らないHbA1c低下効果（1.10対1.18%）を示した。低血糖の発生率は、夜間低血糖（1.39対1.84%/年、p=0.0399）を含めて全体としてデグルデクで有意に低かった（11.09対13.63%/年、p=0.0359）。

## 経済性評価
BEGIN試験プログラムは目標達成に向けた治療（Treat to Target；T2T）的な性格が強かったため、デグルデクの医療経済分析の多くは、血糖管理能力ではなく投与回数と低血糖発生率に基づく短期費用対効果に焦点を当てている。2013年にスウェーデンで行われた社会的視点に基づく最初の費用対効果分析では、デグルデクはグラルギンに比べ1型および2型糖尿病の治療において、基礎または基礎-追加インスリン療法の双方において費用対効果が高い事が示された。

## 承認
2013年2月に米国食品医薬品局（FDA）から要請された追加の心臓安全性試験を完了した後、2015年9月にFDAの承認を取得し、2016年1月に販売が開始された。
日本では2012年9月に承認され、2013年2月に薬価収載されて3月に発売された。